# Kostel svatého Jana Křtitele (Horní Cerekev)
Kostel svatého Jana Křtitele je filiální a hřbitovní kostel v římskokatolické farnosti Horní Cerekev, nachází se na západním okraji města Horní Cerekev uprostřed hřbitova. Kostel je jednolodní barokní stavba s pozdně gotickým jádrem s polygonálním závěrem, předsazenou předsíní s kamennou deskou s erbem. Kostel je chráněn jako kulturní památka České republiky.

## Historie
Kostel byl původně kaplí, která byla na místě hřbitova postavena v době před počátkem 15. století, kaple byla zasvěcena svatému Linhartovi. Koncem 15. století byla kaple upravena a přestavěna na kostel. V roce 1700 bylo zasvěcení kostela změněno k Janu Křtiteli. Roku 1821 byla obec postižena velkým požárem, kdy kostel vyhořel, spolu s ním shořel i Kostel Zvěstování Panny Marie v centru obce.